# Čečkovice
Čečkovice (německy Tschetschkowitz) jsou obec v okrese Havlíčkův Brod v Kraji Vysočina. Žije zde 90 obyvatel.

## Přírodní poměry
Obec se rozkládá na 243 ha, z toho orná půda zabírá 60%. Lesy představují zhruba jednu desetinu území a méně než jednu třetinu zabírají louky. Obec je zásobárnou pitné vody.

## Historie
První písemná zmínka o obci pochází z roku 1542 ze zápisku Stezka Liběcká. Podle zápisů Vilémovského kláštera datovaného rokem 1542 jí dodával význam jen poplužní dvůr, který byl nejprve majetkem Vilémovského kláštera a později Ronovského panství. Vesnice nese název podle prvního majitele Czeczka.
V letech 1869–1920 byly Čečkovice osadou obce Jeřišno, v letech 1921–1960 samostatnou obcí, v letech 1961–1990 opět částí Jeřišna a od 24. listopadu 1990 opět samostatnou obcí.
V letech 2006–2010 působil jako starosta Vladimír Pešek, od roku 2010 tuto funkci zastává Petr Hejduk.

## Obyvatelstvo
| Rok            | 1869 | 1880 | 1890 | 1900 | 1910 | 1921 | 1930 | 1950 | 1961 | 1970 | 1980 | 1991 | 2001 |
| Počet obyvatel | 200  | 215  | 204  | 161  | 179  | 189  | 179  | 142  | 157  | 143  | 111  | 103  | 97   |

## Přírodní poměry
Obec se rozkládá v Českomoravské vrchovině a zasahuje do Chráněné krajinné oblasti Železné hory. Vesnicí protéká potok, který se na dolním okraji obce vlévá do řeky Doubravky.

## Turistika
Obcí vede jedna cyklostezka. Každoročně se tu pořádá Motorkářský sraz.

## Pamětihodnosti
Na návsi vesnice se nachází socha Czeczka a zvonice.

## Galerie

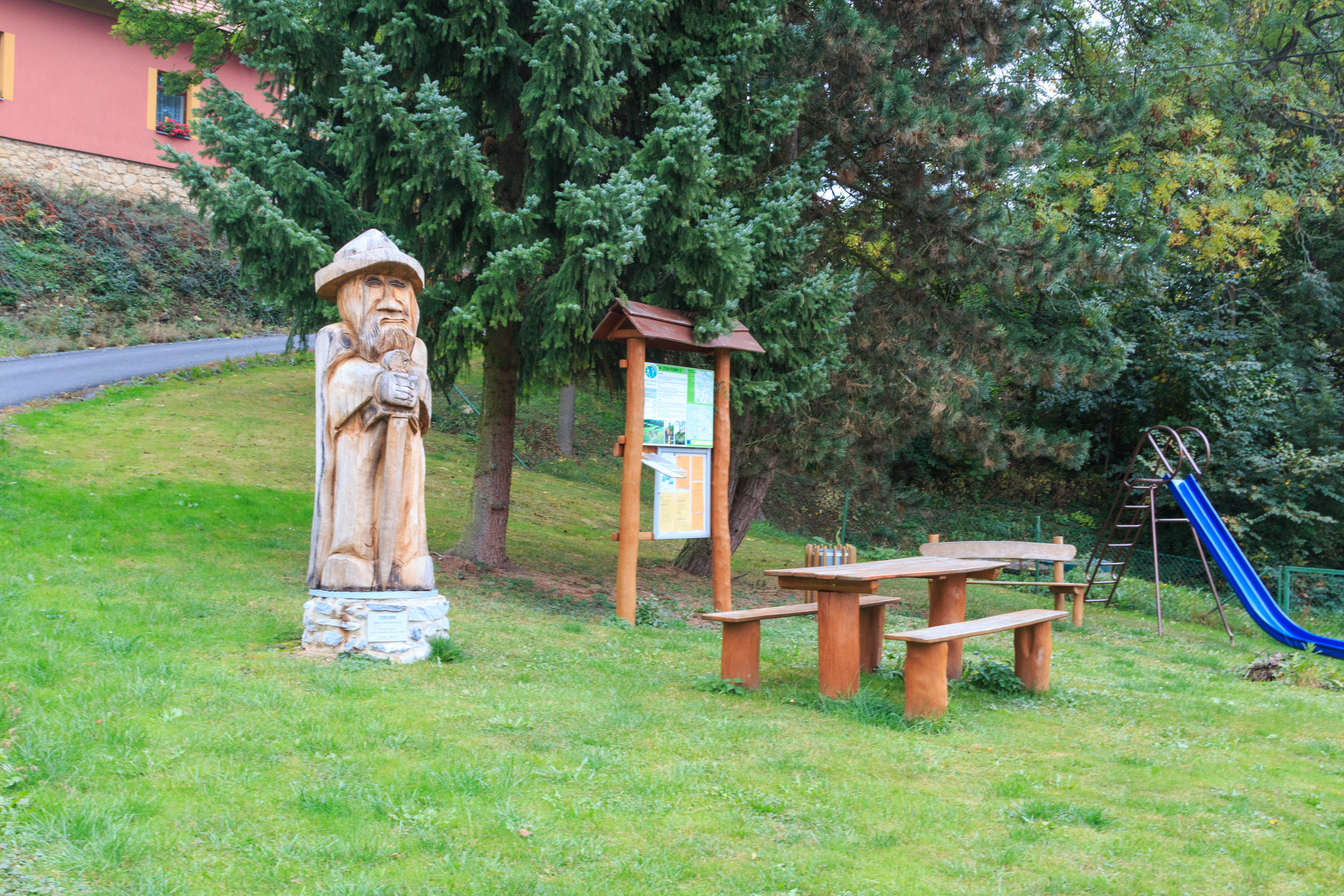
Náves
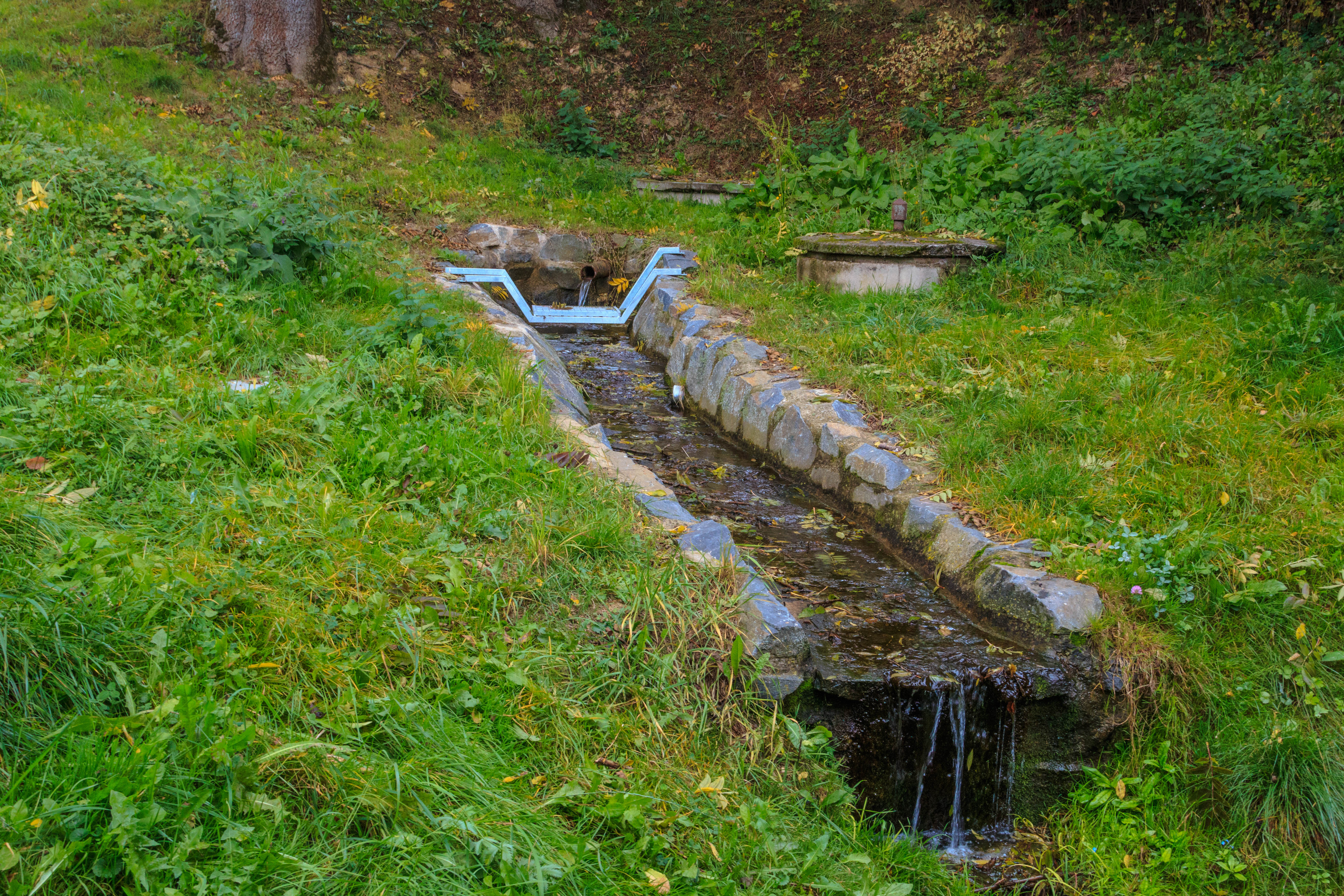
Pramen
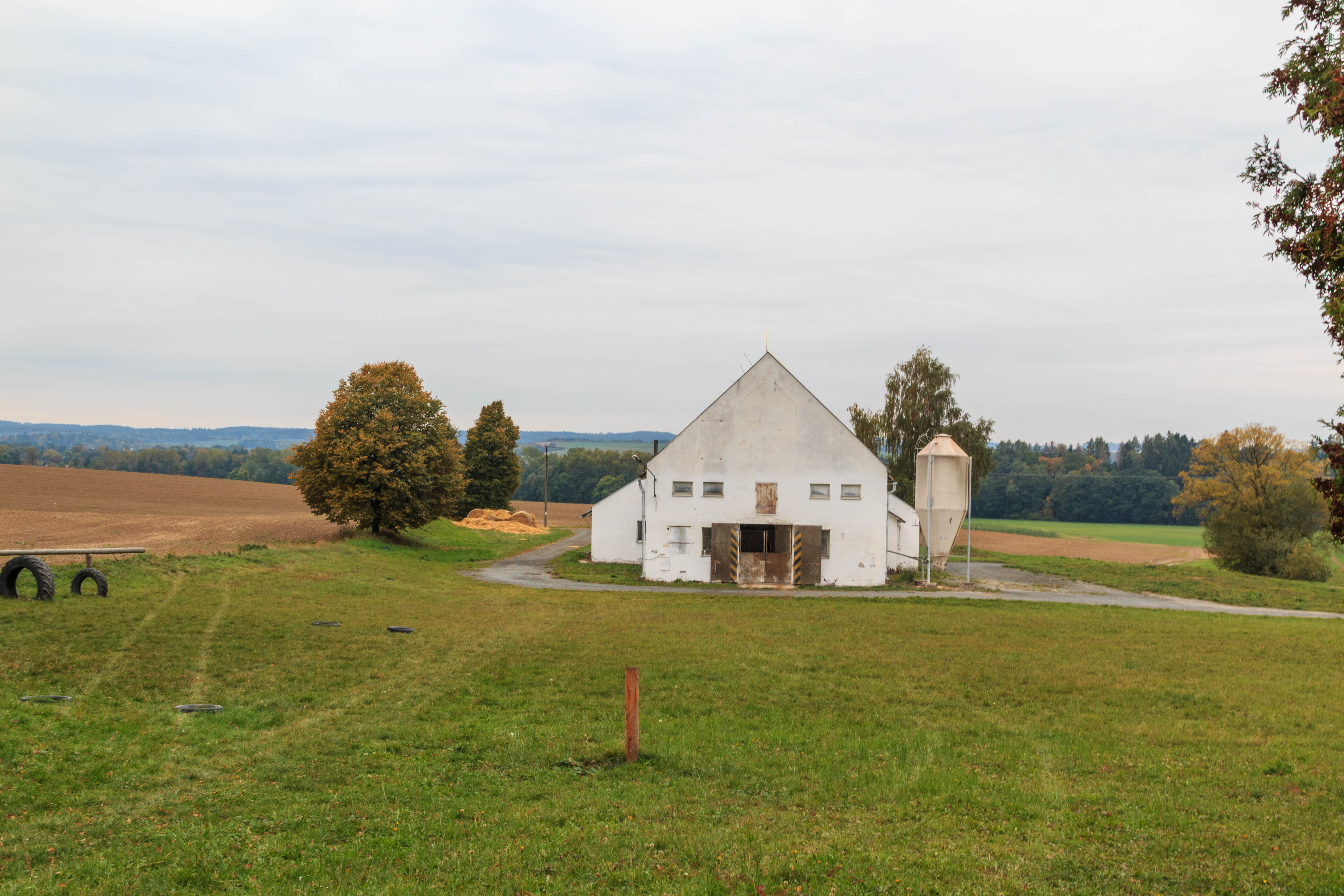
Kravín
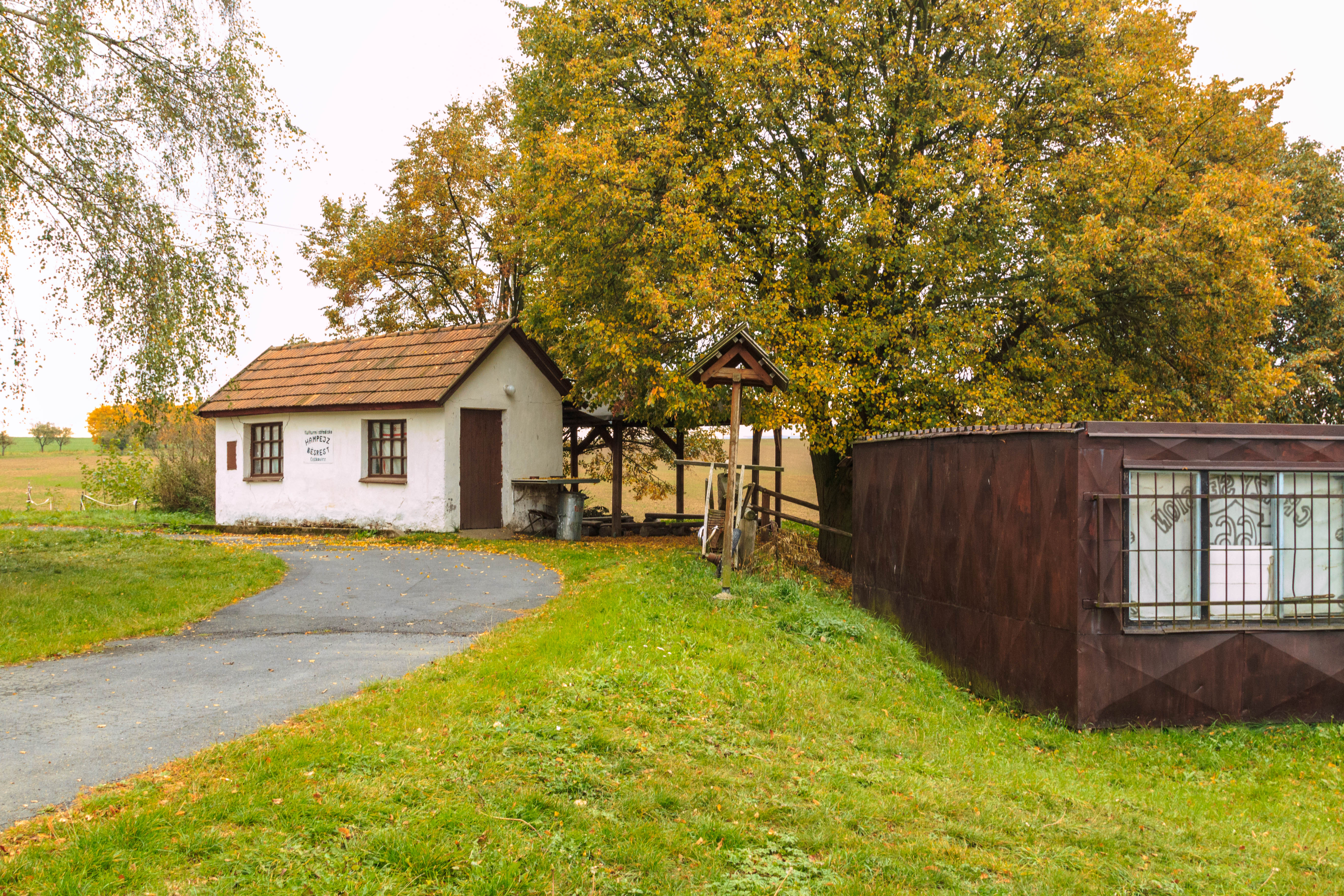
Kulturní dům